# Tip y Tap (mascota)
Tip y Tap (9 años de edad, 46 años de existencia) es el nombre de las mascotas de la Copa Mundial de Fútbol organizada por Alemania Federal en el año 1974.
Fueron presentadas dos mascotas, continuando con la forma de la mascota humana de su predecesor en el mundial de México 1970. Dos pequeños hermanos uno alto, rubio, el otro moreno y bajo luciendo el primer uniforme de la selección alemana de fútbol: camiseta blanca, pantalones cortos negros; este con las iniciales «WM» en su camiseta, abreviatura de Weltmeisterschaft (Copa del Mundo) y su hermano el número «74», juntos formaban la abreviatura «WM74». Estos hermanos pretendían ser un símbolo de unidad entre las dos Alemania, por entonces divididas.